# Nemalin-Myopathie
Als Nemalin-Myopathie wird eine seltene Muskelerkrankung aus der Gruppe der angeborenen Myopathien bezeichnet, die 1963 erstmals beschrieben wurde. Charakteristisch für die Erkrankung ist der Nachweis fadenförmiger (griech. νῆμα nema) und stäbchenartiger Strukturen bei der Muskelbiopsie.

## Klinik
Das Spektrum ist breit. Am häufigsten finden sich Verlaufsformen mit Muskelhypotonie bei Geburt („floppy infant“) und verzögerter motorischer Entwicklung. Die meisten Betroffenen erwerben jedoch die Fähigkeit selbstständig zu gehen; der Verlauf ist üblicherweise nur langsam fortschreitend.

## Histologie
In der Muskelbiopsie sieht man insbesondere in der Gömöri-Trichrom-Färbung Cluster der charakteristischen stäbchen- und fadenförmigen Strukturen. Interessanterweise waren diese Veränderungen bereits 1958  dem Pathologen Ralph D. Douglas Kenneth Reye in der Muskelbiopsie eines Dreijährigen mit verzögerter motorischer Entwicklung aufgefallen. Die Veränderungen waren aber dann von einem Kollegen, dem der Fall zu einer zweiten Meinung übersandt worden war, fälschlicherweise als Artefakt eingeordnet worden. Es dominiert eine Typ-1-Muskelfaseratrophie.

## Genetik
Die Erkrankung ist genetisch außerordentlich heterogen.
Beschrieben wurden
- Mutationen des Tropomyosin-3-Gens, TPM3 (Nemalin-Myopathie-1; autosomal-dominanter Erbgang)[4]
- Mutationen des Nebulin-Gens, NEM2 (Nemalin-Myopathie-2; autosomal-rezessiver Erbgang)[5]
- Mutationen des Alpha-Aktin-Gens, ACTA1 (Nemalin-Myopathie-3)[6]
- Mutationen des Tropomyosin-2-Gens, TPM2 (Nemalin-Myopathie-4)[7]
- Mutationen des Troponin-T1-Gens, TNNT1 (Nemalin-Myopathie-5; Amish-Nemalin-Myopathie)[8]
- Mutation eines noch unbekannten Gens auf Chromosom 15q (Nemalin-Myopathie-6)[9]
- Mutationen des Cofilin-2-Gens, CFL2 (Nemalin-Myopathie-7)[10]
- Mutationen des Leiomodin-3-Gens (Nemalin-Myopathie-10)[11]